# Tüntenhausen

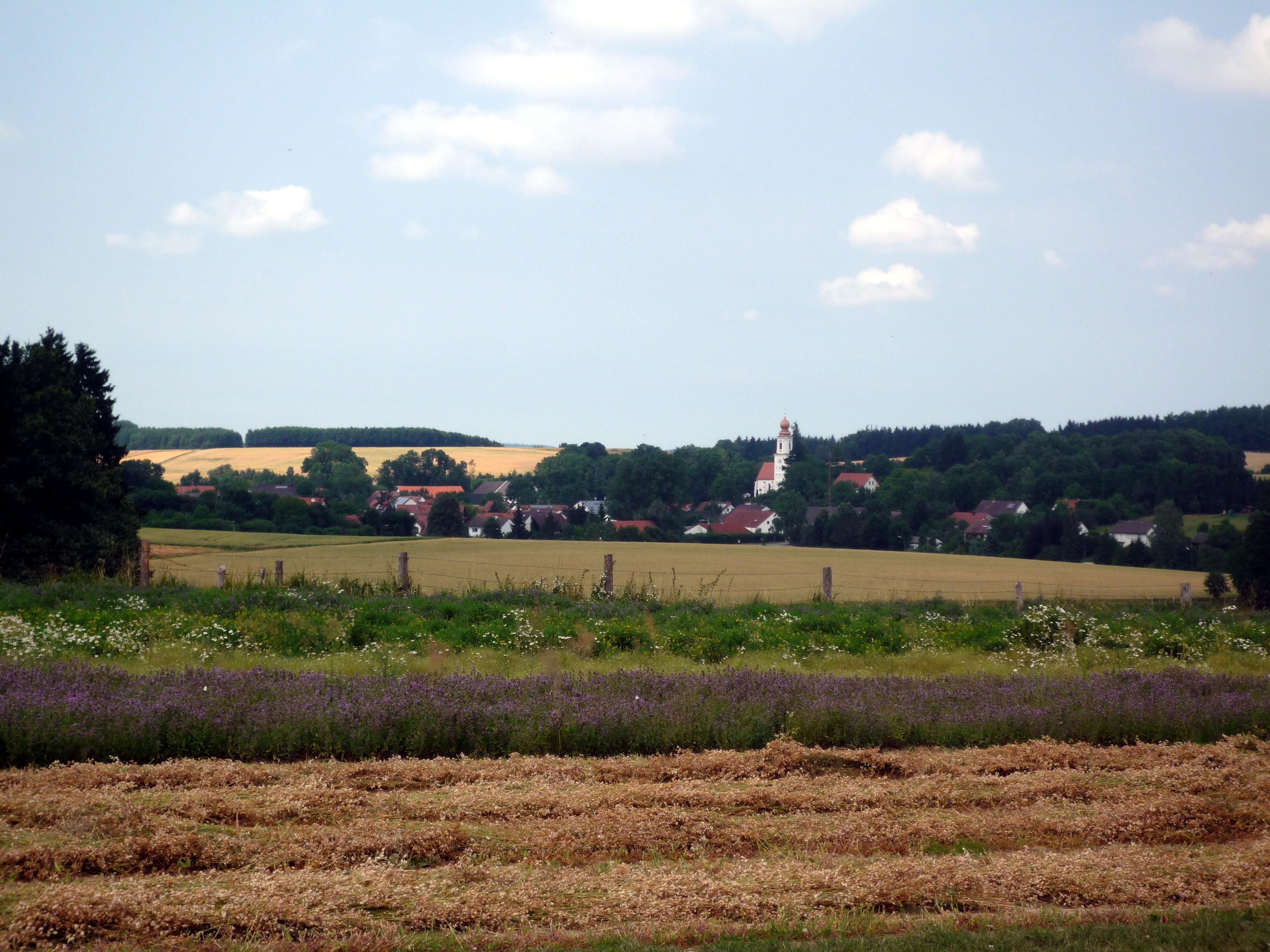
Tüntenhausen von Südosten

Tüntenhausen ist ein Kirchdorf in der Großen Kreisstadt Freising im oberbayerischen Landkreis Freising.

## Lage
Der Ort liegt etwa vier Kilometer nördlich der Kreisstadt Freising inmitten der tertiären Hügelkette zwischen Isartal und Ampertal. Seit 1972 ist Tüntenhausen ein Ortsteil von Freising.

## Geschichte
Erstmals urkundlich erwähnt wurde Tüntenhausen im Jahr 994 in einem Tauschvertrag des Bischofs Gottschalk. Der ursprüngliche Name Tintinhusa geht vermutlich auf einen Tinto zurück, der sich an dieser Stelle mit seiner Gefolgschaft niederließ.
Tüntenhausen lag an der Grenze des Hochstifts Freising. Der den Ort durchfließende Bach bildete die Grenze zum kurfürstlichen Bayern. Auf Veranlassung des Freisinger Bischofs Gottfried von Hexenagger wurde der Ort 1312 dem Prämonstratenserkloster Neustift inkorporiert. Im 18. Jahrhundert entwickelte sich der Ort zu einer Wallfahrtsstätte für die umliegenden Bauern. Mit der Auflösung des Hochstifts Freising während der Säkularisation kam das Dorf zu Bayern.
Im Zuge der Gemeindebildung nach dem Zweiten Gemeindeedikt wurde Tüntenhausen 1818 eine politisch selbstständige Landgemeinde. Sie umfasste neben dem Hauptort auch die Weiler Erlau, Edenhofen, Piesing, Wies, Zellhausen und Zurnhausen. Auch der heute Eichenhof genannte Gutshof im Ampertal lag auf dem Gemeindegebiet. 
Im Rahmen der Gemeindegebietsreform verlor Tüntenhausen diesen Status und wurde am 1. Juli 1972 in die Stadt Freising eingemeindet. Eichenhof wurde 1978 nach Zolling umgemeindet. Der Ort ist durch die Ortssprecherin Elvira Wiesheu im Freisinger Stadtrat vertreten.

## Sehenswürdigkeiten
Das Ortsbild wird geprägt von der Kirche St. Michael. Weitere Baudenkmäler des Ortes sind das ehemalige Schulhaus, die Friedhofskapelle sowie eine steinerne Madonnenfigur im Leichenhaus.